# 리베카 소니
리베카 소니(영어: Rebecca Soni, 1987년 3월 18일 ~ )는 미국의 수영 선수이다. 평영이 주종목이며 올림픽에서 여섯 개의 메달을 땄다. 현재 평영 100m와 200m 세계 최고 기록을 보유하고 있다.
소니는 올림픽, 세계 선수권, 하계 유니버시아드, 팬패시픽 선수권 대회에서 12개의 금메달, 6개의 은메달, 1개의 동메달을 포함한 주요 국제 경기에서 총 19개의 메달을 획득하였다. 스위밍 월드 잡지에서 2010년 "올해의 세계 수영 선수", 그해와 2009년 "올해의 미국 수영 선수"로 선정되었다.

## 생애
뉴저지주 프리홀드 버러에서 태어났다. 그의 부모는 루마니아 클루지나포카에서 이주해 온 헝가리 계통이었다.
원래 체조 선수였던 소니는 10세 때에 수영을 시작하였다. 웨스트 윈저-플레인스보로 고등학교에서 수학하고 서던캘리포니아 대학교에 입학하여 2009년에 졸업하였다.
국내 선수권 대회에서 6개의 NCAA를 우승한 소니는 2006년과 2009년을 통하여 200 야드 평영과 2번의 100 야드 평영(2008, 2009)을 우승하였다. 현재 그녀는 로스앤젤레스에 있는 트로이안 수영 클럽에서 활약하고 있다.

## 경력

### 초기 경력
17세의 나이로 2004년 미국 올림픽 선발 시합에서 소니는 100m 평영에서 15위, 200m 평영에서 11위를 하였다. 이듬해 세계 선수권 선발 시합에서 200m 평영에서 타라 커크와 크리스틴 캐벌리에 밀려 3위를 한 후, 2005년 세계수상 선수권 팀에 지점을 놓쳤다.
이즈미르 하계 유니버시아드에서 소니는 100m와 200m 평영 은메달과 400m 혼계영 금메달을 따면서 첫 국제 메달을 획득하였다. 2006년에 열린 FINA 세계 수영 선수권 대회에서 소니는 200m 평영 4위를 하였다.
그해에 열린 팬패시픽 수영 선수권 대회와 2007년 세계 수상 선수권 대회 선발을 위한 국립 선수권 대회에서 소니는 100m와 200m 평영 양종목에서 10위를 하였다.

### 베이징 올림픽
2008년 미국 올림픽 선발 시합에서 소니는 100m와 200m 평영 양종목에 출전하였다. 100m에서는 1분 07.80초와 함께 4위를 하였다. 보통 톱 둘의 완성자가 올림픽 출전에 합격하는 데, 2위로 들어온 제시카 하디가 팀에서 물러나고, 3위로 들어온 타라 커크가 사선에 들어오는 데 놓치므로써 소니는 그 종목에 참가하는 데 선택되었다. 200m에서는 2분 22.60초로 이기면서 그 날짜의 세 번째로 제일 빠른 완성으로 알려졌다.
베이징 올림픽에서 소니는 100m 평영에서 세계 기록 보유자 오스트레일리아의 리셀 존스에게 1분 06.73초 대 1분 05.17초로 패하면서 2위를 하였다. 200m 평영에서는 우승 후보로 보이던 존스를 꺾으면서 2분 20.22초와 함께 존스의 세계 기록을 깨면서 금메달을 획득하였다. 그러고나서 내털리 코글린, 크리스틴 매그너슨, 다라 토레스와 함께 400m 혼계영 팀을 이루어 오스트레일리아 팀에 밀려 2위를 하였다.

### 2009년
2009년 국립 선수권 대회에서 소니는 100m와 200m 평영에 출전하는 데, 100m에서 1분 05.34초와 함께 쉽게 우승하였다. 200m에서는 2분 20.38초로 1위를 하면서 다시 자신의 지배력을 전시하였다.
그해 로마에서 열린 세계 수상 선수권 대회에서 소니는 100m 평영 예선들에서 1분 05.66초와 함께 접촉 기록을 세웠다. 준결승전에서 소니는 세계 신기록 1분 04.84초를 세우면서 그 종목에서 1분 05초 아래로 완료하는 첫 여성 선수가 되었다. 결승전에서 1분 04.93초와 함께 우승하였다. 200m 평영의 우승 후보로 보임에 불구하고 소니는 전반에서 너무 빨리 헤엄을 치고 마지막 미터에서 쇠퇴하여 4위를 하고 말았다. 50m 평영에서 소니는 러시아의 율리야 예피모바에게 좁은 차이로 패하였다.
12월 맨체스터에서 열린 짧은 코스에 출전하여 200m 평영에서 2분 14.57초와 함께 리셀 존스의 세계 기록을 깼다. 하루 후에 소니는 100m 평영에서 1분 02.70초로 헤엄치면서 존스의 세계 기록 1분 03.00초를 깼다.
그해의 상연으로 스위밍 월드 잡지에 의하여 "올해의 미국 수영 선수"로 선정되었다.

### 2010년
2010년 국립 선수권 대회에서 소니는 그해 열리는 팬패시픽 수영 선수권 대회에 100m와 200m 평영에 출전할 수 있게 되었다. 100m에서 소니는 1분 05.83초를 세워 우승하였다. 200m에서는 2분 21.60초로 쉽게 이기면서 2위로 들어온 어맨다 비어드보다 거의 5초 앞섰다.
팬패시픽 수영 선수권 대회에서 소니는 총 3개의 금메달을 획득하였다. 100m 평영에서 소니는 금메달을 따는 데 1분 04.93초와 함께 역사상 세 번째로 빠른 시간을 기록하였다. 이틀 후에 200m 평영과 400m 혼계영에 출전하였는 데, 200m 평영에서 2분 20.69초의 기록과 함께 수영장을 지배하였다. 혼계영에서 내털리 코글린, 다나 볼머, 제시카 하디와 함께 팀을 이루었다. 평영 주자로 뛴 소니는 1분 05.35초를 기록하였고, 미국 팀은 3분 55.23초와 함께 금메달을 획득하였다.
그해의 말에 소니는 두바이에서 열린 FINA 짧은 코스 세계 선수권 대회에 참가하여 3개의 금메달과 1개의 은메달을 획득하였다. 평영 종목의 우승을 모두 휩쓸었고 개인적으로 4개의 선수권 대회 기록을 세웠다.
스위밍 월드 잡지에 의하여 "올해의 세계 수영 선수"와 "올해의 미국 수영 선수"로 선정되었다.

### 2011년 세계 선수권 대회
2011년 상하이에서 열린 세계 선수권 대회에서 소니는 100m 평영 첫 금메달을 획득하였다. 예선에서 1분 05.54초, 준결승전에서 1분 04.91초의 최고 시간을 세운 후에 결승전에서 우승하는 데 1분 05.05초를 기록하였다. 그녀의 시간은 2위로 온 리셀 존스보다 1초 앞섰다. 200m 평영에서 2분 21.47초와 함께 우승하였으며, 그 종목에서 긴 코스 세계 선수권을 우승하는 데 첫 금메달이었다.
400m 혼계영에서 소니는 내털리 코글린, 다니 볼머, 미시 프랭클린과 팀을 이루어 3분 52.36초의 기록을 세우면서 우승을 하였다. 그녀의 마지막 종목 50m 평영에서는 제시카 하디와 율리야 예피모바에 밀려 3위를 하였다.

### 런던 올림픽
2012년 미국 올림픽 선발 시합에서 소니는 100m 평영 2위와 200m 평영 1위를 하면서 올림픽 팀에 선출되었다. 100m 평영 2위는 400m 혼계영에서 그녀의 위치를 보증하였다. 그녀의 첫 종목 100m 평영에서 브리자 라슨에게 밀려 1분 05.99초로 2위를 하였다. 200m 평영에서 소니는 2분 21.13초로 우승하였다.
런던 올림픽에서 소니는 100m 평영에서 15세의 리투아니아 소녀 루타 메일루티테에게 밀려 2위를 하면서 4년 전의 결과를 되풀이하였다. 2분 21.40초와 200m 평영의 예선들을 상반에 올려놓고 준결승전에서 2분 20.00초와 함께 애너메이 피어스의 세계 기록을 깬 후, 결승전에서 2분 19.59초와 함께 금메달을 획득하여 그 종목에서 2분 20초을 깬 첫 여성 수영 선수가 되었다. 승리 후에 200m 평영 2연승을 한 첫 여성 선수가 되었다. 400m 혼계영에서 미시 프랭클린, 다나 볼머, 앨리슨 슈미트와 함께 금메달을 획득하였다. 평영 선수로 헤엄치면서 1분 04.82초의 기록을 세워, 미국 팀은 3분 52.05초의 세계 신기록을 세웠으며 2009년의 중국 소유 기록 3분 52.19초를 능가하였다.

## 같이 보기
- 올림픽 다관왕 목록
- 올림픽 수영 여자 메달리스트 목록
- 수영 세계 기록 목록
- 수영 평영 100m 세계 기록 추이
- 수영 평영 200m 세계 기록 추이
- 수영 혼계영 400m 세계 기록 추이